# Aroumains
Cet article concerne le peuple aroumain. Pour la langue aroumaine, voir Aroumain.
Les Aroumains, en aroumain Armãni (ou parfois Armãnii, Armãnji ou Rãmãnii selon les graphies) sont une nation sans État, et qui n'en réclame pas, de langue romane orientale, vivant dans les Balkans. Appelés « Valaques » (Βλάχοι) par les Grecs, « Tchobans » (çoban) par les Albanais, « Tsintsars » (ou encore Tzantzar, Zinzares) par les Serbes et « Machedons » ou « Macédo-Roumains » (Machedoni, Macedo-Români, Macedoneni) par les Roumains, les Aroumains sont généralement nommés « Vlasi », « Vlahi » ou « Vlaši » par les peuples slaves méridionaux.

## Étymologies

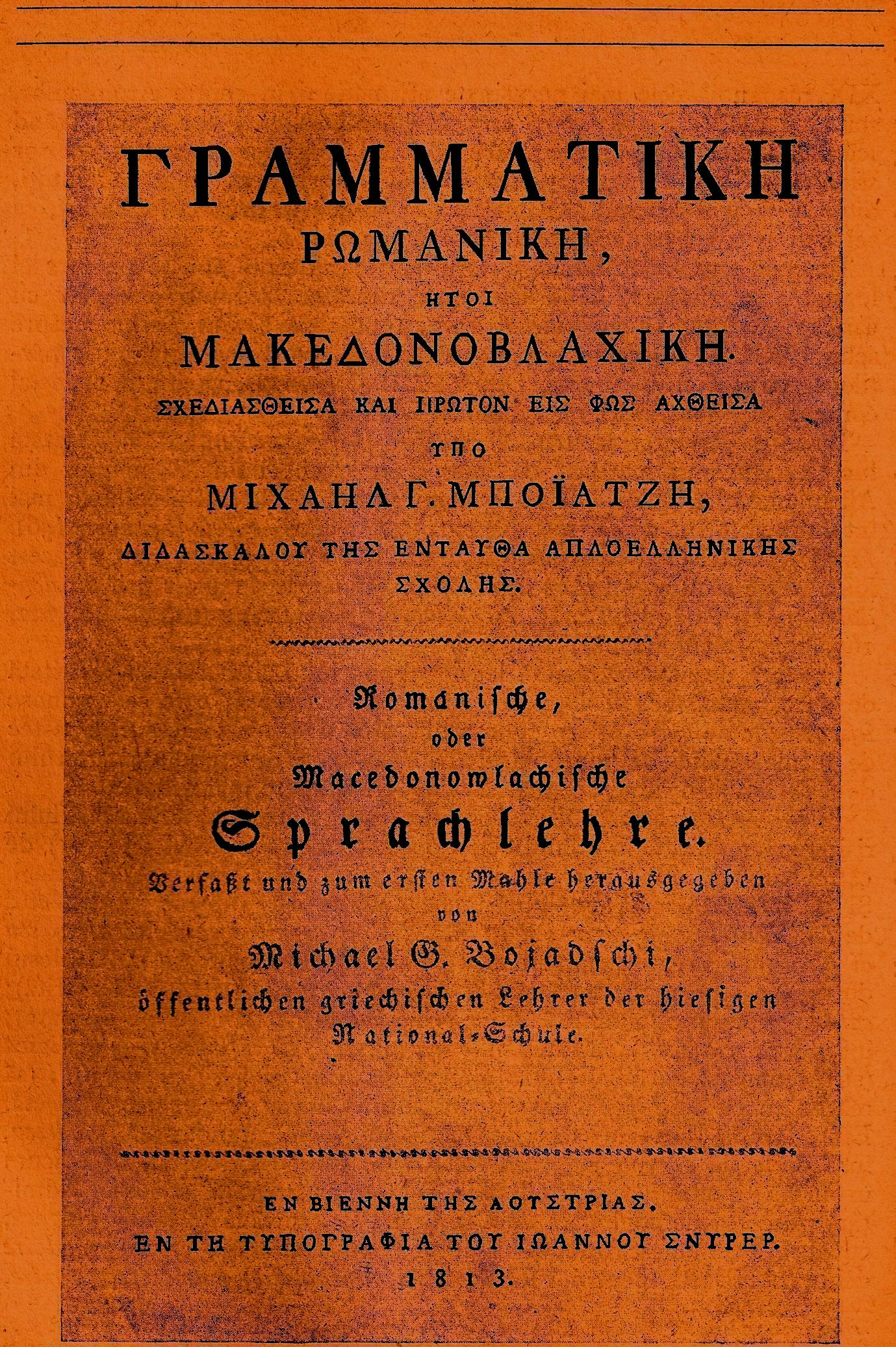
Livre de grammaire aroumaine (en alphabet grec)

Selon les linguistes, tels Takis Papahagi, le « A » initial du nom Armãni n’est pas le « a » privatif du grec, comme dans la boutade aroumaine « comme notre nom l’indique, nous ne sommes pas des Roumains », mais une particularité phonologique de l’aroumain (« a » préposé au « r »). L’endonyme « Armãni » vient de Romanus avec cette particularité phonologique. Les exonymes « Βλάχοι », « Vlasi », « Vlahi » ou « Vlaši » dérivent tous de Walh, mot germanique désignant les non-germains. Koutso-Vlahoi est un surnom signifiant « Valaques boiteux » en grec, mais en fait, koutzo dérive soit de kuçuk (« petit » en turc, de la « Petite Valachie », par opposition à la « Grande Valachie », la Thessalie des XIIe et XIIIe siècles), soit de koç (« bélier » en turc, évoquant leurs occupations pastorales, selon Petre S. Năsturel). Zinzares dérive de Tsintsari (ceux qui prononcent Tsintsi = « cinq », avec des « ts » en aroumain au lieu de « č » dans les autres langues romanes orientales). Enfin Machedoni parfois rendu par « Makedons » ou « Macédo-Roumains » est un nom roumain (adopté par certains Aroumains) rappelant l’origine géographique d’une partie des Aroumains.
Il existe des francisations erronées de l’anglais (« Wallachiens » de Wallachians ; ou « Vlaques » de Vlachs) ou de l’allemand (« Aroumounes » du barbarisme germanique Aromunen). Il existe également des étymologies fantaisistes, certaines anciennes :
- Armãnii relié à Ariani désignant les premiers Indo-Européens (théorie protochroniste) ;
- Koutso-Vlahoi relié à leur démarche de montagnards (théorie apparentée à celle du dahu) ;
- Machedons ou Macédo-Roumains est relié par les protochronistes aux Macédoniens antiques, dont les Aroumains seraient les seuls descendants, latinisés[9];
- Vlaques relié à un général romain fictif, Blaccus ;
- Zinzares expliqué comme « enfants (sin en slave) du tsar » ; ce nom, semblable au roumain țânțari = « moustiques » est relié à leur prononciation, comparée au bourdonnement de ces insectes[10].

## Histoire

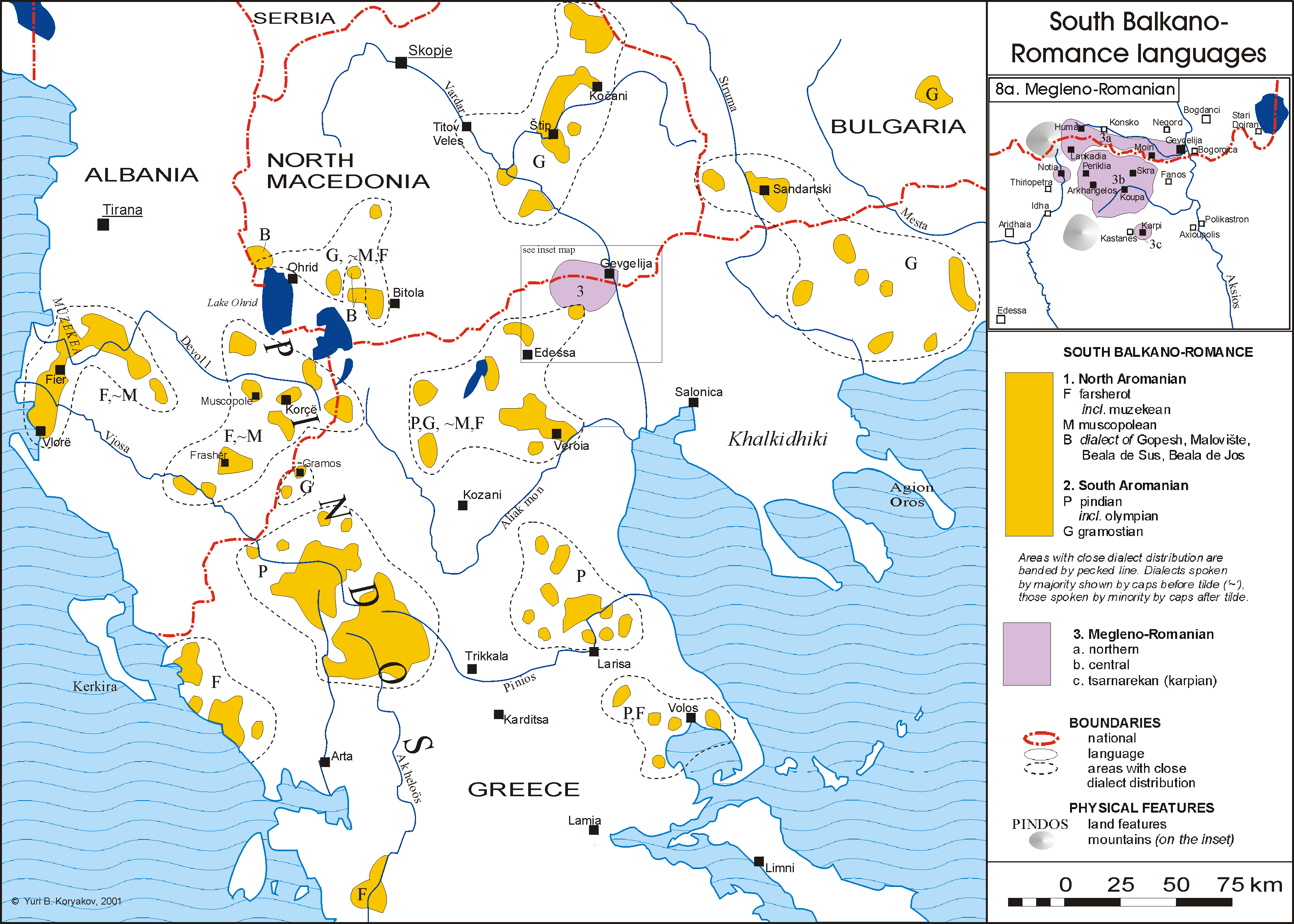
Parlers de l’aroumain :
aroumain: F – parlers fãrsherot et muzaquien ; M – parler moscopolitain ; B – parlers mulovichtéen et albien ; P – parlers metsovoniote et  olympiote ; G – parler gramoshtène
mégléno-roumain

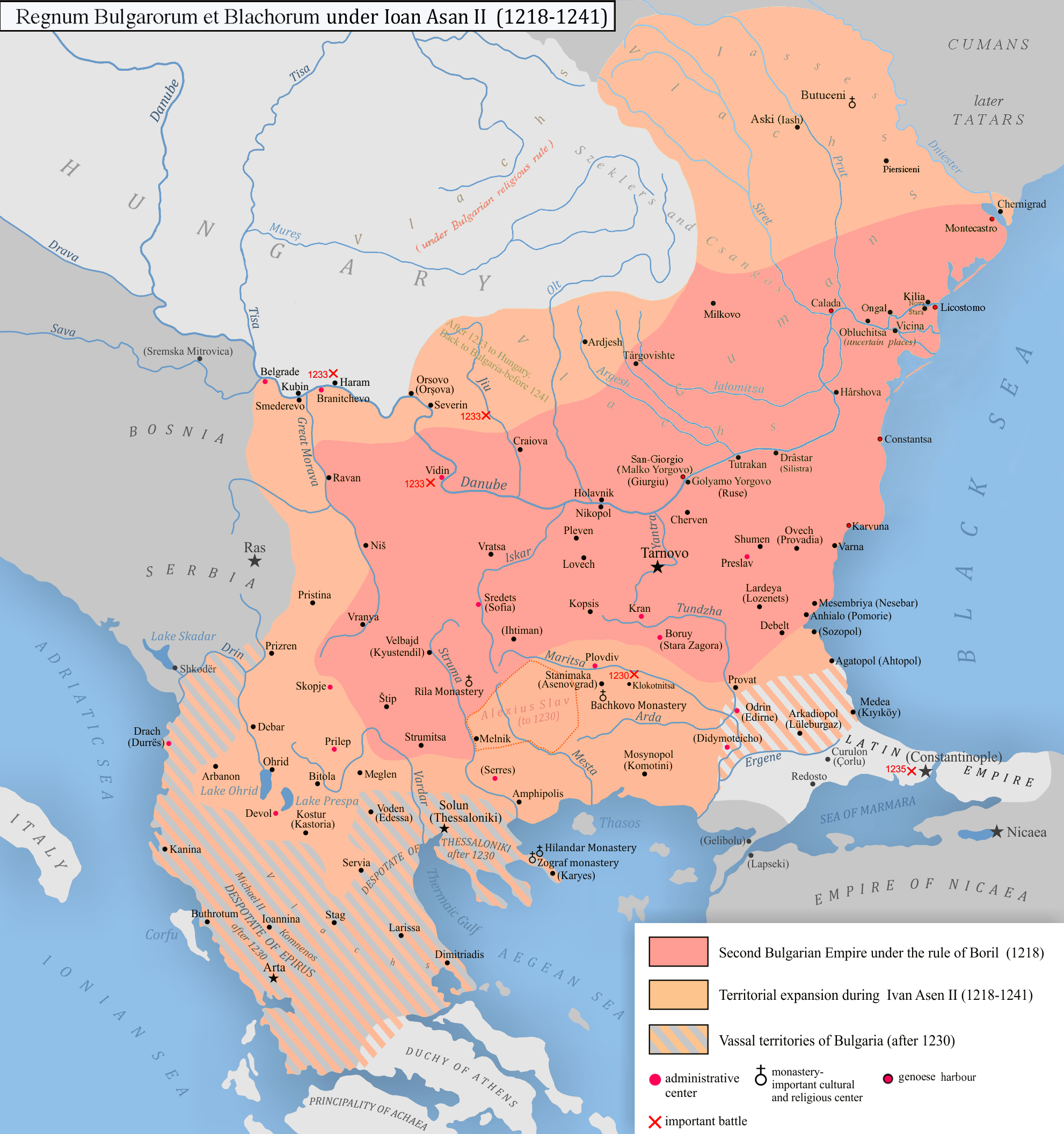
Le « royaume des Bulgares et des Valaques » aux.

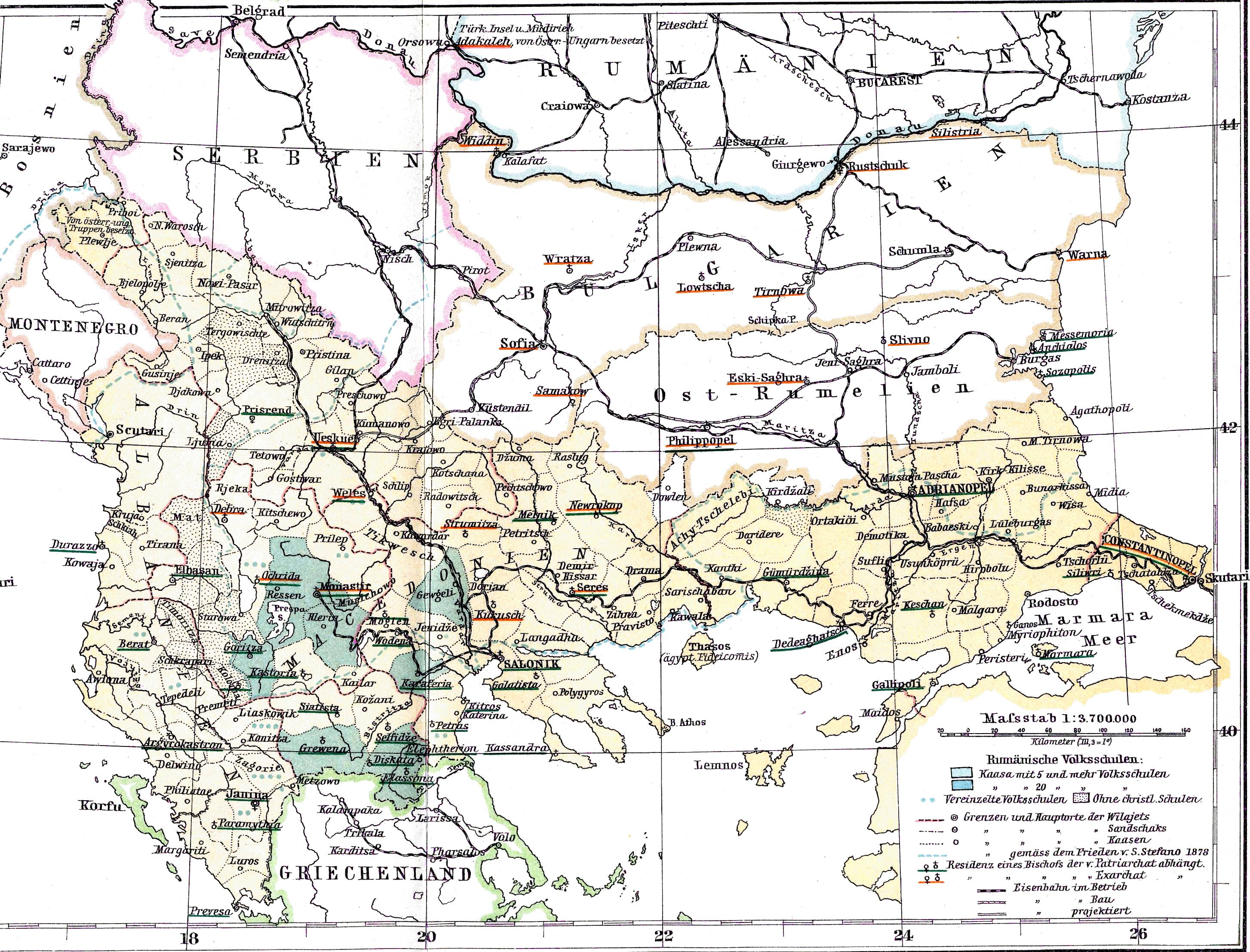
Carte de 1886 montrant les zones où fonctionnaient des écoles aroumaines dans l’Empire ottoman

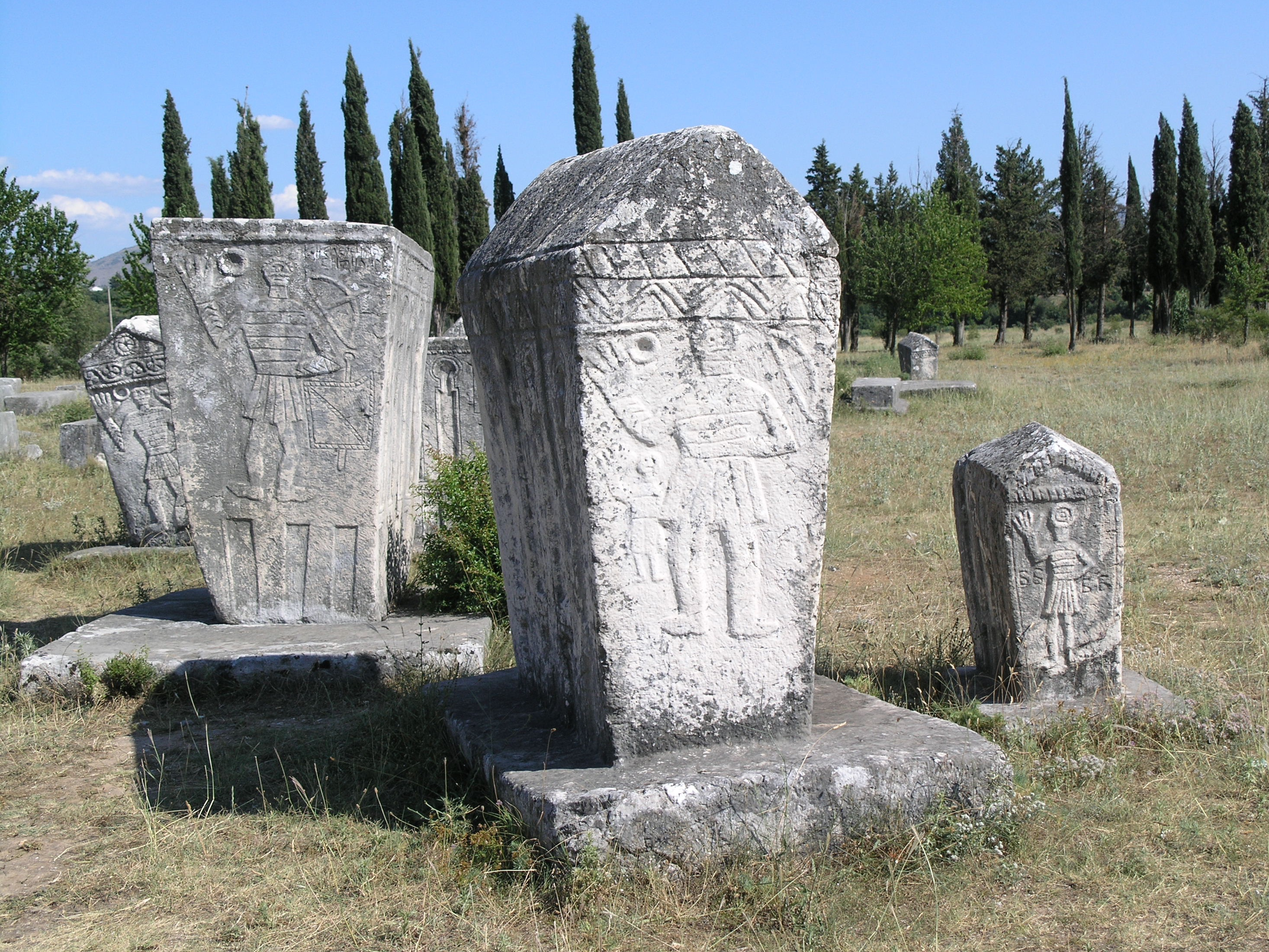
Stèles valaques des d’Herzégovine

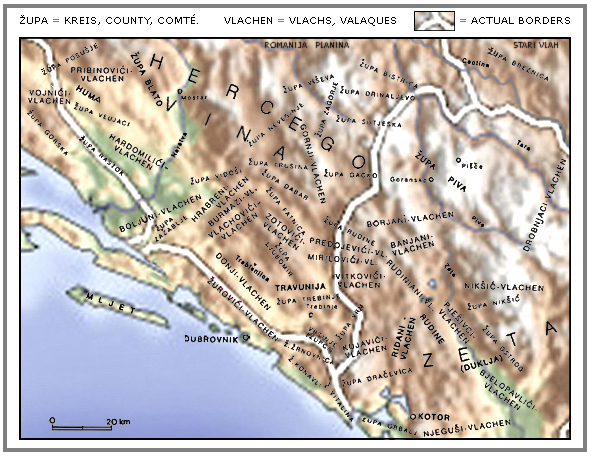
Les communautés médiévales aroumaines disparues d’Herzégovine et de la Zeta, auteurs probables des stèles valaques.

Au IXe siècle les Thraco-Romains, devenus minoritaires au milieu des Slaves, se sont divisés en quatre groupes : les Roumains (installés dans le bassin du bas-Danube), les Méglénites ou Moglénites (en Macédoine à l’ouest de l’Axios/Vardar), les Istriens en Istrie, et les Aroumains en Macédoine et dans le nord-ouest de la Grèce. En général, on admet que les Aroumains sont apparus au sud du Danube : la plupart des linguistes roumains considèrent que c’est dans la région située autour de l’Haemos (Stara Planina ou Grand Balkan actuel) au contact direct de la ligne Jireček, c’est-à-dire de la langue grecque, alors que d’autres soutiennent qu’il s’agit, du moins en partie, de Thraces d’abord hellénisés dans la région du Pinde et dans le sud de l’Albanie, puis romanisés. Quoi qu’il en soit, nous avons cinq certitudes :
- la domination romaine dans l’ensemble des Balkans a duré six siècles au minimum ;
- les toponymes du type Campolongo, Cliava Lungã, Clocotnitsa, Florina, Montana, Peccoraria, Petrossa, Romania planina, Stari Vlah, Vlahina, Vlachoklissoura, Vlašina, Vlasia et autres Vlasić se rencontrent de la Bosnie à l’ouest jusqu’à la mer Noire à l’est, et du Danube au nord jusqu’à l’Arcadie au sud[13] ;
- les chroniqueurs byzantins, Theophanos, Théophylacte Simocatta, puis Georges Cédrène en 976, Cécaumène et bien d’autres par la suite, mentionnent les populations de langue romane des Balkans et leurs statuts spécifiques ;
- au XVe siècle, le chroniqueur Laonicos Chalcondyle remarque la parenté entre l’aroumain et le roumain.

La première attestation documentaire de la langue aroumaine remonte à l’an 630 : dans ses Histoires, Théophylacte Simocatta cite les mots τóρνα, τóρνα [torna, torna] dans le contexte d'une marche militaire byzantine contre les Avars au cours de l’année 587, menée par le général Comentiolus, dans les monts Haemos (l'actuel Grand Balkan) ; deux siècles après Théophylacte, un autre chroniqueur byzantin, Théophane le Confesseur raconte la même histoire dans sa Chronographie (vers 810–814) citant les mots : τόρνα, τόρνα, φράτρε [torna, torna fratre : « retourne-toi, frère »]. Mais, pour la plupart des linguistes, il ne s’agit pas encore d'aroumain, mais de proto-roumain. La première attestation documentaire d’un patronyme aroumain remonte à 1094 : selon Anne Comnène, lorsque les Coumans attaquent l’Empire byzantin, le valaque Pudilã vint à Constantinople avertir l’empereur que les barbares étaient en train de passer les monts Haemos. La deuxième attestation documentaire de la langue, cette fois clairement aroumaine, remonte à 1156 : c’est le nom de personne Tsintsiloukis, interprété comme provenant de tsintsi louki (« cinq loups »).
En 1018, au terme d’une guerre longue et sanglante, l’empereur grec Basile II parvient à reconquérir la péninsule des Balkans en soumettant la Bulgarie et la Serbie. Cela provoque de grands déplacements de populations, et notamment des Valaques de ces pays qui se dispersent : une partie d’entre eux migre vers la Transylvanie où ils grossissent les rangs de ceux qui s'y trouvaient déjà.
Lors de la fondation du premier Empire bulgare, la plupart des Valaques, ainsi que les Slaves des Balkans orientaux et les Grecs des côtes de la Mer Noire, se retrouvent au sein de ce nouvel état, qui adopte leur religion (chrétienne orthodoxe) en 864. Le chroniqueur byzantin Kedrenos est le premier à employer le terme de Valaques quand il raconte l’assassinat par ceux-ci du frère du tsar bulgare Samuel, en 976. Auparavant, les Byzantins n’utilisaient pas de terme spécifique pour les désigner, mais les incluaient dans le terme générique de Ῥωμαίοι (« Romains ») donné à tous les habitants aborigènes de l’ancienne Ῥωμανία (l’Empire), y compris hellénophones ou albanophones.
Avant la Roumanie moderne, la seule formation politique d’envergure montrant une participation des Valaques, est le Regnum Bulgarorum et Blachorum (« Royaume des Bulgares et des Valaques », 1186-1280). Bien qu'elle soit ignorée par les sources secondaires modernes, cette participation est même centrale, car cet État médiéval des Balkans est issu de plusieurs révoltes des « Valaques » (comme l’on appelait alors les ancêtres des Aroumains) aux XIIe et XIIIe siècles, entre 1180 et 1186 et les sources occidentales (chancellerie du pape Innocent III, Geoffroi de Villehardouin et Robert de Clari) nomment ses souverains Regnum Bulgarorum et Blachorum (« roi des Bulgares et des Valaques », Amirãria Vlaho-Vãryarã en aroumain), même si l’historiographie moderne le désigne comme « Second Empire bulgare ».
Le Regnum Bulgarorum et Blachorum se fragmente au début du XIVe siècle en plusieurs états (tzarats de Vidin et de Tarnovo, joupanats de Macédoine, voïvodat de Valachie, despotat de Dobroudja) qui subissent à tour de rôle les coups de boutoir de l’Empire ottoman. Une partie des Valaques, suivant leurs voies traditionnelles de transhumance et de commerce, quittent alors le centre des Balkans :
- soit vers le Nord où ils rejoignent les valachies (țări) du Banat, de la Crișana, de la Marmatie, de la Transylvanie[22] et ultérieurement jusque dans les pays tchèques où ils formèrent la « Valaquie morave »[23];
- soit vers l’Ouest en Bosnie-Herzégovine (Romanija Planina, Stari Vlah...) jusqu’en Istrie, où subsiste une petite communauté istrienne[24];
- soit vers le Sud pour s’installer dans le Pinde ainsi qu'en Acarnanie et en Thessalie, qui sont alors appelées respectivement la « Petite Valachie » (Μικρή Βλαχία) et la « Grande Valachie » (Μεγάλη Βλαχία) par les auteurs byzantins[25] : ceux du Pinde sont les ancêtres directs des Aroumains actuels.

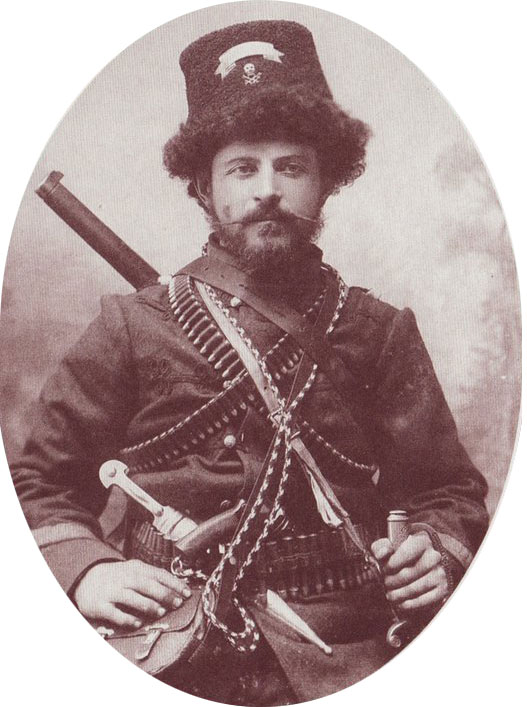
Pitu Guli, héros des valaques (aroumains) et des macédoniens (m. 1903)

Contrairement à ceux de Valachie, Moldavie et Transylvanie (les Roumains), les Valaques des Balkans n’ont plus d’histoire politique après 1280 : ils vivront en bergers, cultivateurs et commerçants régis par le droit valaque au sein des états grecs, serbes ou bulgares, puis de l’Empire ottoman. Une minorité d’entre eux, quelques villages de Mégléniotes, s’est d’ailleurs convertie à l’islam. Présents en Macédoine, Thessalie et Épire au temps de l’Empire ottoman, les Aroumains vécurent de pastoralisme et de commerce. Certains firent fortune dans le commerce international au XIXe siècle et devinrent des philanthropes tels Evángelos Záppas ou Georges Averoff (voir la liste de personnalités).
Le nombre d’Aroumains vivant sous souveraineté grecque a très fortement augmenté à la suite du rattachement de la Thessalie en 1881 puis de l’Épire et de la Macédoine à la Grèce en 1913. Leur spécificité linguistique a été officiellement reconnue par un des gouvernements d’Elefthérios Venizélos dans les années 1920. Entre les deux guerres mondiales, les Aroumains ne pouvaient être scolarisés qu’en grec (dans les écoles publiques grecques) ou en roumain (dans le réseau d’écoles financé par la Roumanie). La crise de 1929 porta un coup très dur aux réseaux de solidarité aroumains qui étaient soutenus par une émigration de travail aux Etats-Unis.  
Pendant les deux guerres mondiales, Italie et Roumanie tentèrent, vainement, d’instrumentaliser les Aroumains à travers le projet, qui ne se concrétisa pas, d’une « principauté du Pinde », qualifiée par ses adversaires de « sinistre pantalonnade » (cela aurait été un État à cheval sur l’Épire orientale, la Macédoine-Occidentale et quelques arrondissements voisins du nord-ouest de la Thessalie). Alors que la Roumanie était devenue fasciste, le réseau scolaire roumain a parfois servi à véhiculer les idées de la Garde de fer, ce qui a abouti à constituer la « légion Diamandi-Matoussis (en) », une troupe de quelques dizaines d’hommes qui sillonna les montagnes pour tenter de rallier les Aroumains à ce projet. Ceux-ci ne répondirent pas à ces avances, et nombreux furent ceux qui s’engagèrent dans le mouvement de résistance EAM ; ils ne se laissèrent pas davantage séduire pendant la guerre civile grecque (1946-49) par les émissaires roumains du Kominform qui leur promettaient une région autonome sur le modèle soviétique. La Roumanie cessa de financer les écoles aroumaines en 1945.

## Les Aroumains auXXIesiècle
Aujourd’hui les Aroumains sont, majoritairement, en voie d’intégration/acculturation (selon les points de vue), non seulement en Grèce, mais dans tous les pays où ils sont présents, y compris en Roumanie. La langue aroumaine, cependant, se maintient : c’est l’excédent démographique qui est absorbé par le processus d’intégration. Les nombreux mariages mixtes y contribuent. Les Aroumains sont considérés en Grèce comme des Grecs de langue romane et en Roumanie comme des Roumains. Les deux États considèrent que l’intégration à la nation passe par l’uniformisation linguistique. Les principales spécificités des Aroumains se maintiennent surtout dans le domaine musical et culinaire. Presque tous sont sédentarisés et ont donc perdu leur mode de vie pastoral où la transhumance jouait un rôle essentiel, mais ils entretiennent soigneusement leur mémoire, alors que les États dont ils sont les citoyens (Roumanie, Grèce, Bulgarie, Albanie ou Serbie) ignorent ou occultent leur existence (l’héritage « valaque » étant considéré comme « minime » par les historiens et les ethnographes de ces pays, souvent engagés dans une réappropriation de leur passé, surtout ancien, au profit des nations actuelles). Face à cette occultation, certains Aroumains réagissent fortement : d’aucuns, comme ceux regroupés autour de l’association « Bana armãneascã » affirment être les descendants directs des anciens macédoniens, arborent le Soleil de Vergina comme emblème et militent pour être reconnus comme minorité nationale « macédo-romane » dans tous les pays où ils vivent, Roumanie incluse ; d’autres, comme ceux regroupés autour de l’association Tra Armãnami affirment être des « Roumains hors-frontières », se considèrent comme Roumains en Roumanie et c’est en tant que Roumains qu’ils réclament d’être reconnus dans les autres pays où ils vivent. Ces réactions extrêmes ne concernent cependant qu’une minorité d’entre eux.
Selon ces nationalistes, les bergers nomades « Saracatsanes », bien qu’hellénophones et vivant jadis du vol de bétail au détriment des Aroumains, seraient eux aussi des Aroumains (sarac, en aroumain/roumain signifiant pauvre, mais cette étymologie est discutée).

## «Capitales» culturelles et drapeaux des Aroumains
La principale « capitale » culturelle des Aroumains est Samarine, en Grèce, dans la nome de Grevena, en Macédoine-Occidentale, où un rassemblement international a lieu dans la semaine du 15 août de chaque année, comportant des colloques et symposii culturels, scientifiques ou politiques, des présentations de mets, vins, laines, tissages, danses, musiques, pièces de théâtre et films, des expositions d’œuvres d’art, des forums d’affaires. Un important centre économique est Metsovo, dans la nome de Ioannina. Deux autres capitales culturelles sont les villes de Krouchevo (Crushova, en aroumain), en Macédoine du Nord, où l’aroumain est la seconde langue officielle de la commune, et Constanța, en Roumanie, où de nombreuses manifestations culturelles aroumaines ont lieu et où fonctionnent des maisons d’édition littéraires et musicales.
Différents drapeaux sans caractère officiel ont été arborés lors de ces manifestations, dont certains « macédonisants » (figurant le soleil de Vergina sur fond blanc ou rouge) ou « roumanisants » (intégrant des éléments du drapeau de la Roumanie). Ces bannières font l’objet d’auto-dérision et de controverses parmi les Aroumains sont une nation sans État ne revendiquant ni autonomie territoriale, ni souveraineté. Le seul drapeau, bleu et blanc, sur lequel tous s’accordent, s’inspire des bannières traditionnelles des grandes familles aroumaines, jadis arborées lors des fêtes familiales telles que les noces ou baptêmes. 
Moscopole ou Moschopolis a été un centre historique, culturel et commercial important.

Exemple de bannière familiale traditionnelle de Samarine, à l’origine du drapeau aroumain.
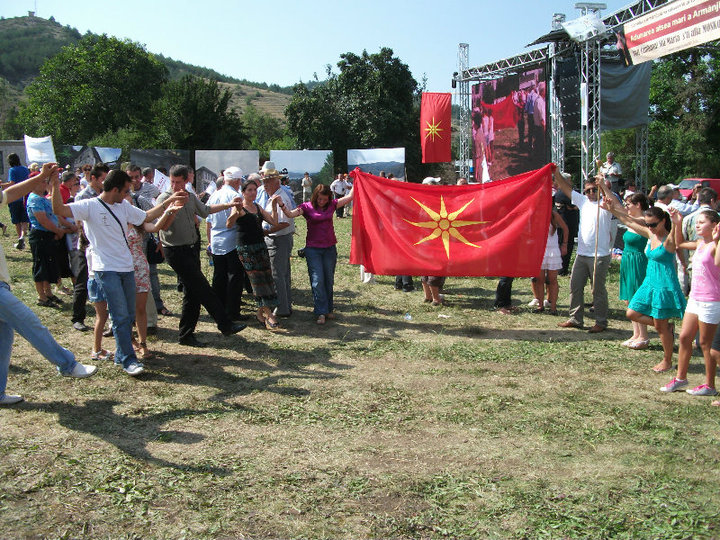
Les drapeaux des associations « macédonisantes » qui revendiquent pour les Aroumains une ascendance remontant aux Macédoniens antiques, portent le Soleil de Vergina.